# Антиохийски патриарх
В древността титлата антиохийски патриарх е принадлежала на ръководителя на Антиохийската църква – една от петте древни патриаршии.
Вследствие на разцепленията в християнската църква днес титлата „антиохийски патриарх“ се използва от 5 различни християнски деноминации:
- Православната Антиохийска православна църква, със седалище в Дамаск, брой вярващи: около 1,3 млн. души.
- Миафизитската Сирийска православна църква, със седалище в Дамаск, брой вярващи: около 5 млн. души.
- Източнокатолическата Сирийска католическа църква, със седалище в Бейрут, брой вярващи: около 124 хил. души.
- Източнокатолическата Маронитска църква, със седалище в Бкерке (Ливан), брой вярващи: около 10 млн. души.
- Източнокатолическата Мелкитска византийска църква, със седалище в Дамаск, брой вярващи: около 1 млн. души.

Ръководителят на Мелкитската църква използва едновременно и почетните титли „александрийски патриарх“ и „йерусалимски патриарх“.
Римокатолиците от западен обред също са имали свой почетен антиохийски патриарх, но през 1964 г. титлата е премахната.